# Surveyor 7
Il Surveyor 7 fu il settimo lander lunare lanciato dagli USA verso la Luna. Il suo scopo era raccogliere informazioni ambientali necessarie per le future missioni Apollo. Fu l'ultimo del Programma Surveyor.

## La missione
Il Surveyor 7 fu lanciato il 7 gennaio del 1968 alle 06:30:00 UTC tramite il razzo vettore Atlas-Centaur e venne immesso direttamente in una traiettoria di impatto con la Luna. Il volo si svolse con regolarità e il lander toccò terra il 10 gennaio alle 01:05:36 UTC, coordinate 41,01° sud - 348,59° est.
La sonda era simile alle precedenti, ma diversamente dalle altre ospitava a bordo un numero maggiore di strumenti scientifici e gli obiettivi della missione erano: ottenere immagini televisive del sito di atterraggio, determinare la quantità relativa di elementi chimici nel suolo lunare, raccogliere dati sulla temperatura ambientale e manipolare il suolo. Tra la strumentazione di bordo ricordiamo: una telecamera con filtri polarizzati, un braccio scavatore, un rilevatore di elementi chimici, magneti posizionati su due piedi, due magneti a ferro di cavallo posizionati sul braccio scavatore, un numero maggiore di specchi che permettevano alla sonda di ottenere maggiori inquadrature stereoscopiche del sito di allunaggio; in più gli scienziati avevano disposto sette specchi in grado di visualizzare la quantità di polvere che avrebbe ricoperto la sonda al momento dell'atterraggio.
Il rilevatore di elementi chimici ebbe qualche difficoltà a posizionarsi in modo corretto e i tecnici utilizzarono il braccio scavatore per risolvere il problema. Dopo la prima notte lunare, le batterie subirono un guasto e le successive telecomunicazioni con la Terra avvennero a singhiozzo, l'ultimo contatto si ebbe il 20 febbraio 1968.

## Strumenti scientifici

### Telecamera
La telecamera, simile a quella montata nel Surveyor 6, consisteva in un tubo vidicon di 25 e 100 mm di focale montata fissa con un'inclinazione di 16 gradi e dotata di filtri polarizzati. I vari specchi, montati vicino all'obiettivo, potevano essere mossi in modo da riprendere la zona d'atterraggio. Furono eseguite panoramiche a 360° del sito di allunaggio. I comandi venivano inviati dal centro di controllo. Le immagini potevano avere 200 o 600 linee di definizione; le prime furono inviate tramite l'antenna omnidirezionale, mentre le seconde tramite l'antenna direzionata verso la Terra. Il segnale video usato per l'invio a terra era quello utilizzato normalmente dai circuiti televisivi pubblici, non criptato. Nel primo giorno lunare furono eseguite 20,961 riprese. Dal 12 febbraio al 14 febbraio la telecamera funzionò solo nella modalità a 200 linee a causa di un guasto. Durante il secondo giorno lunare furono effettuate 45 foto prima dell'esaurimento delle batterie.

### Rilevatore di elementi chimici
Fu costruito per rilevare direttamente dalla Luna l'abbondanza dei principali elementi nel suolo lunare. Era composto da sei emettitori di radiazioni alfa (curio 242) collimati che irradiavano un'apertura di 100mm sul fondo dello strumento ove venivano posti i campioni di suolo da analizzare. Due sensori rilevavano lo spettro delle emissioni del campione, mentre quattro altri sensori catturavano i protoni generati dall'interazione della radiazioni con il terreno. I dati raccolti venivano continuamente trasmessi a Terra e dimostrarono che tutti i maggiori elementi erano presenti, tranne idrogeno, elio e litio. Un sensore di protoni venne disattivato il secondo giorno a causa di disturbi nel funzionamento. Lo strumento funzionò per 46 ore in tre diversi test sulla superficie lunare; il primo eseguito su un suolo intatto, il secondo su una roccia e il terzo sul suolo smosso dal braccio scavatore. I dati furono ottenuti durante il primo e il secondo giorno lunare, cioè tra il 12 gennaio e il 20 febbraio 1968.

### Braccio meccanico scavatore
Il braccio scavatore fu progettato per scavare e raschiare il suolo lunare e successivamente portarlo vicino all'obiettivo della telecamera. Il braccio era montato sotto la videocamera e consisteva in una specie di paletta affilata, apribile e chiudibile tramite un motore elettrico, il sistema era simile a un pantografo e poteva essere esteso per 1,5 metri. Fu utilizzato per eseguire 16 trincee, 7 scavi e 2 test di impatto, per un tempo totale di lavoro di 36 ore in sessioni diverse. Il dispositivo sopravvisse alla seconda notte lunare, ma le batterie erano insufficienti ad alimentarlo.